# 新時代 (政黨)
新時代（亞美尼亞語: Նոր Ժամանակներ）是亞美尼亞一個主張中間主義的政黨，由阿拉姆·卡拉佩蒂安領導。成立於2006年。新時代總共有24077名黨員。

## 歷史
新時代在2007年亞美尼亞議會選舉中首次亮相，僅獲得3.48%的選票，在亞美尼亞國民議會中未獲得任何席位。
自2007年以來，新時代沒有直接參加亞美尼亞隨後的任何議會選舉。該黨正式抵制2017年亞美尼亞議會選舉並拒絕參加，並將選舉稱為“馬戲團活動”。 

## 意識形態
新時代的主要目標是使亞美尼亞成為高加索地區的一個強大國家。該黨強烈親俄，認為俄羅斯是亞美尼亞最強大的盟友。該黨還主張改善亞美尼亞的民主和社會正義，與伊朗保持良好關係，並尋求深化亞美尼亞與歐盟的關係。2011年，新時代表示支持亞美尼亞加入歐亞經濟聯盟。